# Kolun (Foča-Ustikolina, BiH)
Kolun je naseljeno mjesto u općini Foča-Ustikolina, Federacija BiH, BiH. 
Godine 1962. pripojena su mu naselja Potkolun i Tatarevići koja su ukinuta (Sl.list NRBiH, br.47/62).
Daytonskim sporazumom nekadašnja općina Kolun našla se u dva entiteta, pa postoji naselje u Republici Srpskoj u BiH istog imena, Kolun (Foča, BiH).
Kolun pripada fočanskim selima koja od 2000. pa do danas nemaju električne struje.

## Stanovništvo
| Narod     | Popis 1961. | Popis 1971. | Popis 1981. | Popis 1991. | Popis 2013. |
| --------- | ----------- | ----------- | ----------- | ----------- | ----------- |
| Hrvati    |             |             |             |             |             |
| Muslimani | 169         | 278         | 198         | 110         |             |
| Srbi      | 72          | 202         | 114         | 66          |             |
| ostali    |             | 3           | 2           | 2           |             |
| Ukupno    | 241         | 483         | 314         | 178         | 0           |